# Entephria samnitaria
Entephria samnitaria är en fjärilsart som beskrevs av John R. 1929. Entephria samnitaria ingår i släktet Entephria och familjen mätare. Inga underarter finns listade i Catalogue of Life.